# Plesioneuron fuchsii
Plesioneuron fuchsii är en kärrbräkenväxtart som beskrevs av Holtt. Plesioneuron fuchsii ingår i släktet Plesioneuron och familjen Thelypteridaceae. Inga underarter finns listade.